# Élections législatives de 1988 dans la Marne
Les élections législatives françaises de 1988  se déroulent les 5 et 12 juin 1988. Dans le département de la Marne, six députés sont à élire dans le cadre de six circonscriptions.

## Élus
| Circonscription | Député sortant        | Parti                 | Parti                 | Député élu ou réélu | Parti | Parti    |
| --------------- | --------------------- | --------------------- | --------------------- | ------------------- | ----- | -------- |
| 1re             | Scrutin proportionnel | Scrutin proportionnel | Scrutin proportionnel | Jean Falala         |       | RPR      |
| 2e              | Scrutin proportionnel | Scrutin proportionnel | Scrutin proportionnel | Georges Colin       |       | PS       |
| 3e              | Scrutin proportionnel | Scrutin proportionnel | Scrutin proportionnel | Jean-Claude Thomas  |       | RPR      |
| 4e              | Scrutin proportionnel | Scrutin proportionnel | Scrutin proportionnel | Bruno Bourg-Broc    |       | RPR      |
| 5e              | Scrutin proportionnel | Scrutin proportionnel | Scrutin proportionnel | Jean-Pierre Bouquet |       | PS       |
| 6e              | Scrutin proportionnel | Scrutin proportionnel | Scrutin proportionnel | Bernard Stasi       |       | UDF (PR) |

## Positionnement des partis
L'UDF et le RPR se présentent unis sous l'étiquette « Union du Rassemblement et du Centre » tandis que les candidats du Parti socialiste se rangent sous la bannière de la « Majorité présidentielle pour la France unie », slogan de la campagne présidentielle de François Mitterrand.

## Résultats

### Résultats à l'échelle du département
| Parti          | Parti                               | Premier tour | Premier tour | Second tour | Second tour | Sièges |
| Parti          | Parti                               | Voix         | %            | Voix        | %           | Sièges |
| -------------- | ----------------------------------- | ------------ | ------------ | ----------- | ----------- | ------ |
|                | Rassemblement pour la République    | 63 087       | 28,74        | 81 176      | 33,99       | 3      |
|                | Union pour la démocratie française  | 29 894       | 13,62        | 41 152      | 17,23       | 1      |
|                | Union du Rassemblement et du Centre | 92 981       | 42,36        | 122 328     | 51,21       | 4      |
|                |                                     |              |              |             |             |        |
|                | Parti socialiste                    | 72 134       | 32,86        | 98 422      | 41,21       | 2      |
|                | La France unie                      | 72 134       | 32,86        | 98 422      | 41,21       | 2      |
|                |                                     |              |              |             |             |        |
|                | Parti communiste français           | 25 607       | 11,67        | 18 108      | 7,58        | 0      |
|                | Front national                      | 20 588       | 9,38         |             |             | 0      |
|                | Divers écologiste                   | 6 410        | 2,92         | 0           |             |        |
|                | Parti ouvrier européen              | 1 768        | 0,81         | 0           |             |        |
|                |                                     |              |              |             |             |        |
| Inscrits       | Inscrits                            | 353 112      | 100,00       | 353 060     | 100,00      | 6      |
| Abstentions    | Abstentions                         | 129 774      | 36,75        | 108 215     | 30,65       |        |
| Votants        | Votants                             | 223 338      | 63,25        | 244 845     | 69,35       |        |
| Blancs et nuls | Blancs et nuls                      | 3 850        | 1,72         | 5 987       | 2,45        |        |
| Exprimés       | Exprimés                            | 219 488      | 98,28        | 238 858     | 97,55       |        |

### Résultats par circonscription

#### Première circonscription (Reims-Centre)
| Candidat       | Candidat                  | Parti             | Premier tour | Premier tour | Second tour | Second tour |  |
| Candidat       | Candidat                  | Parti             | Voix         | %            | Voix        | %           |  |
| -------------- | ------------------------- | ----------------- | ------------ | ------------ | ----------- | ----------- |  |
|                | Jean Falala sortant réélu | RPR (URC)         | 16 178       | 49,21        | 19 451      | 55,5        |  |
|                | Hubert Carpentier         | PS                | 9 643        | 29,33        | 15 595      | 44,5        |  |
|                | Claude Lamblin            | PCF               | 3 380        | 10,28        |             |             |  |
|                | Marc Gérard               | FN                | 2 277        | 6,93         |             |             |  |
|                | François Legrand          | Divers écologiste | 1 230        | 3,74         |             |             |  |
|                | Michel Beaucourt          | POE               | 169          | 0,51         |             |             |  |
|                |                           |                   |              |              |             |             |  |
| Inscrits       | Inscrits                  | Inscrits          | 54 165       | 100,00       | 54 165      | 100,00      |  |
| Abstentions    | Abstentions               | Abstentions       | 20 987       | 38,75        | 18 589      | 34,32       |  |
| Votants        | Votants                   | Votants           | 33 178       | 61,25        | 35 576      | 65,68       |  |
| Blancs et nuls | Blancs et nuls            | Blancs et nuls    | 301          | 0,91         | 530         | 1,49        |  |
| Exprimés       | Exprimés                  | Exprimés          | 32 877       | 99,09        | 35 046      | 98,51       |  |

#### Deuxième circonscription (Reims - Fismes)
| Candidat       | Candidat                    | Parti             | Premier tour | Premier tour | Second tour | Second tour |  |
| Candidat       | Candidat                    | Parti             | Voix         | %            | Voix        | %           |  |
| -------------- | --------------------------- | ----------------- | ------------ | ------------ | ----------- | ----------- |  |
|                | Georges Colin sortant réélu | PS                | 14 049       | 39,73        | 20 654      | 53,56       |  |
|                | Jean-Louis Schneiter        | UDF (CDS) (URC)   | 13 505       | 38,19        | 17 911      | 46,44       |  |
|                | Jean-Michel La Rosa         | FN                | 3 085        | 8,72         |             |             |  |
|                | André Borchini              | PCF               | 2 764        | 7,82         |             |             |  |
|                | François Delmotte           | Divers écologiste | 1 671        | 4,73         |             |             |  |
|                | Lionel Lefèvre              | POE               | 288          | 0,81         |             |             |  |
|                |                             |                   |              |              |             |             |  |
| Inscrits       | Inscrits                    | Inscrits          | 58 380       | 100,00       | 58 373      | 100,00      |  |
| Abstentions    | Abstentions                 | Abstentions       | 22 460       | 38,47        | 19 040      | 32,62       |  |
| Votants        | Votants                     | Votants           | 35 920       | 61,53        | 39 333      | 67,38       |  |
| Blancs et nuls | Blancs et nuls              | Blancs et nuls    | 558          | 1,55         | 768         | 1,95        |  |
| Exprimés       | Exprimés                    | Exprimés          | 35 362       | 98,45        | 38 565      | 98,05       |  |

#### Troisième circonscription (Reims - Suippes)
| Candidat       | Candidat                | Parti             | Premier tour | Premier tour | Second tour | Second tour |  |
| Candidat       | Candidat                | Parti             | Voix         | %            | Voix        | %           |  |
| -------------- | ----------------------- | ----------------- | ------------ | ------------ | ----------- | ----------- |  |
|                | Jean-Claude Thomas élu  | RPR (URC)         | 14 465       | 42           | 18 953      | 50,3        |  |
|                | Jean-Claude Fontalirand | PS                | 12 487       | 36,26        | 18 727      | 49,7        |  |
|                | Michel Delaitre         | PCF               | 3 128        | 9,08         |             |             |  |
|                | Jérôme Malarmey         | FN                | 2 850        | 8,28         |             |             |  |
|                | Gérard Crouzet          | Divers écologiste | 1 196        | 3,47         |             |             |  |
|                | Marie-Lyse Legée        | POE               | 315          | 0,91         |             |             |  |
|                |                         |                   |              |              |             |             |  |
| Inscrits       | Inscrits                | Inscrits          | 57 146       | 100,00       | 57 136      | 100,00      |  |
| Abstentions    | Abstentions             | Abstentions       | 22 166       | 38,79        | 18 709      | 32,74       |  |
| Votants        | Votants                 | Votants           | 34 980       | 61,21        | 38 427      | 67,26       |  |
| Blancs et nuls | Blancs et nuls          | Blancs et nuls    | 539          | 1,54         | 747         | 1,94        |  |
| Exprimés       | Exprimés                | Exprimés          | 34 441       | 98,46        | 37 680      | 98,06       |  |

#### Quatrième circonscription (Châlons-sur-Marne)
| Candidat       | Candidat                       | Parti             | Premier tour | Premier tour | Second tour | Second tour |  |
| Candidat       | Candidat                       | Parti             | Voix         | %            | Voix        | %           |  |
| -------------- | ------------------------------ | ----------------- | ------------ | ------------ | ----------- | ----------- |  |
|                | Bruno Bourg-Broc sortant réélu | RPR (URC)         | 15 872       | 43,74        | 21 163      | 53,89       |  |
|                | Jean Reyssier sortant          | PCF               | 8 644        | 23,82        | 18 108      | 46,11       |  |
|                | Ghislaine Toutain sortante     | PS                | 7 396        | 20,38        | Retrait     | Retrait     |  |
|                | Yves Legentil                  | FN                | 3 084        | 8,5          |             |             |  |
|                | Pascal Focachon                | Divers écologiste | 1 046        | 2,88         |             |             |  |
|                | Michel Canart                  | POE               | 245          | 0,68         |             |             |  |
|                |                                |                   |              |              |             |             |  |
| Inscrits       | Inscrits                       | Inscrits          | 57 386       | 100,00       | 57 377      | 100,00      |  |
| Abstentions    | Abstentions                    | Abstentions       | 20 533       | 35,78        | 16 879      | 29,42       |  |
| Votants        | Votants                        | Votants           | 36 853       | 64,22        | 40 498      | 70,58       |  |
| Blancs et nuls | Blancs et nuls                 | Blancs et nuls    | 566          | 1,54         | 1 227       | 3,03        |  |
| Exprimés       | Exprimés                       | Exprimés          | 36 287       | 98,46        | 39 271      | 96,97       |  |

#### Cinquième circonscription (Vitry-le-François)
| Candidat       | Candidat                | Parti          | Premier tour | Premier tour | Second tour | Second tour |  |
| Candidat       | Candidat                | Parti          | Voix         | %            | Voix        | %           |  |
| -------------- | ----------------------- | -------------- | ------------ | ------------ | ----------- | ----------- |  |
|                | Jean Bernard            | RPR (URC)      | 16 572       | 42,54        | 21 609      | 49,44       |  |
|                | Jean-Pierre Bouquet élu | PS             | 16 172       | 41,51        | 22 097      | 50,56       |  |
|                | Pascal Erre             | FN             | 3 606        | 9,26         |             |             |  |
|                | Joël Paris              | PCF            | 2 106        | 5,41         |             |             |  |
|                | Christian Procquez      | POE            | 499          | 1,28         |             |             |  |
|                |                         |                |              |              |             |             |  |
| Inscrits       | Inscrits                | Inscrits       | 60 667       | 100,00       | 60 655      | 100,00      |  |
| Abstentions    | Abstentions             | Abstentions    | 20 725       | 34,16        | 15 933      | 26,27       |  |
| Votants        | Votants                 | Votants        | 39 942       | 65,84        | 44 722      | 73,73       |  |
| Blancs et nuls | Blancs et nuls          | Blancs et nuls | 987          | 2,47         | 1 016       | 2,27        |  |
| Exprimés       | Exprimés                | Exprimés       | 38 955       | 97,53        | 43 706      | 97,73       |  |

#### Sixième circonscription (Épernay)
| Candidat       | Candidat                    | Parti             | Premier tour | Premier tour | Second tour | Second tour |  |
| Candidat       | Candidat                    | Parti             | Voix         | %            | Voix        | %           |  |
| -------------- | --------------------------- | ----------------- | ------------ | ------------ | ----------- | ----------- |  |
|                | Bernard Stasi sortant réélu | UDF (CDS) (URC)   | 16 389       | 39,43        | 23 241      | 52,12       |  |
|                | Michel Thomas               | PS                | 12 387       | 29,8         | 21 349      | 47,88       |  |
|                | Jacques Robert              | FN                | 5 686        | 13,68        |             |             |  |
|                | Jacques Perrein             | PCF               | 5 585        | 13,44        |             |             |  |
|                | Bernard Legrand             | Divers écologiste | 1 267        | 3,05         |             |             |  |
|                | Annick Procquez             | POE               | 252          | 0,61         |             |             |  |
|                |                             |                   |              |              |             |             |  |
| Inscrits       | Inscrits                    | Inscrits          | 65 368       | 100,00       | 65 354      | 100,00      |  |
| Abstentions    | Abstentions                 | Abstentions       | 22 903       | 35,04        | 19 065      | 29,17       |  |
| Votants        | Votants                     | Votants           | 42 465       | 64,96        | 46 289      | 70,83       |  |
| Blancs et nuls | Blancs et nuls              | Blancs et nuls    | 899          | 2,12         | 1 699       | 3,67        |  |
| Exprimés       | Exprimés                    | Exprimés          | 41 566       | 97,88        | 44 590      | 96,33       |  |